# Karlsruhe (1927)
«Карлсруэ» (нем. Karlsruhe) — немецкий лёгкий крейсер, принимавший участие во Второй мировой войне.
Назван в честь города Карлсруэ, его предшественниками с этим же наименованием стали знаменитый рейдер Первой мировой войны и крейсер типа «Кёнигсберг II».

## История создания
Разработка проекта новых крейсеров в рамках Версальских ограничений началась в 1924 году под руководством главного конструктора инженера Эренберга. В рамках проекта (тип «К») было построено три крейсера: «Кёнигсберг», «Карлсруэ» и «Кёльн».
Крейсер «Карлсруэ» заложен 27 июля 1926 года на заводе Deutsche Werke в Киле как крейсер «C» («Ersatz Medusa» — замена крейсера «Медуза»), спущен на воду 20 августа 1927 года и введён в состав флота 6 ноября 1929 года.

## Служба

### Заграничные походы

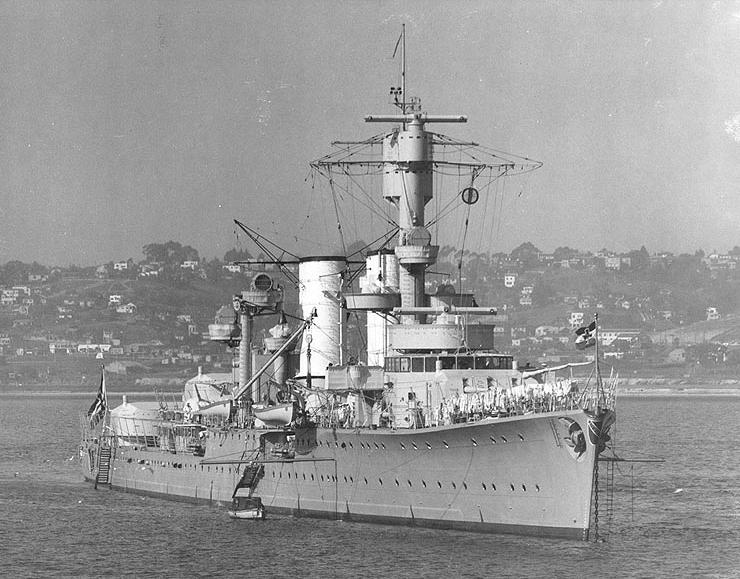
Лёгкий крейсер «Карлсруэ» в Сан-Диего, 1934 год

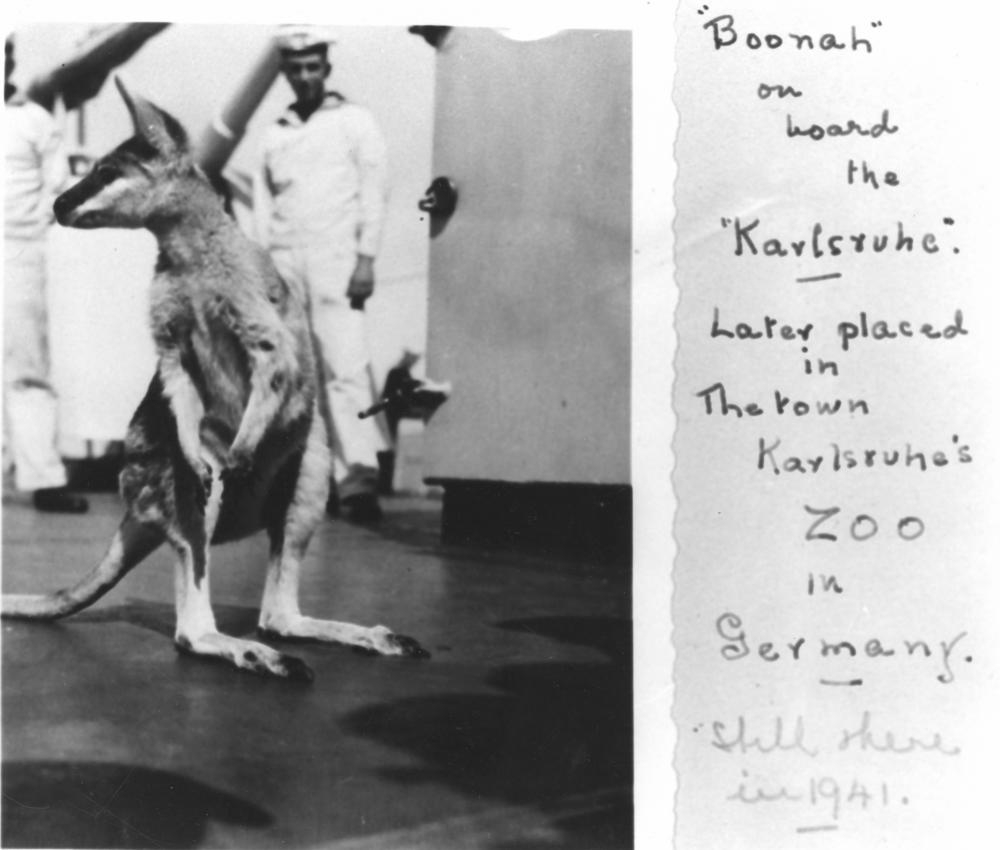
Кенгуру на борту крейсера «Карлсруэ» во время стоянки в порту Брисбена, 1934 год

В период предвоенного этапа службы крейсер совершил множество заграничных походов, в ходе которых побывал в Средиземном море, в различных портах Европы, Африки, Южной Америки, Вест-Индии, Северной Америки, Индии, Австралии, Японии, Филиппин. Крейсер проходил Суэцким и Панамским каналами, огибал мыс Доброй Надежды и Мыс Горн. Всё это время до 1 июля 1936 года крейсер числился в Учебном отряде. С сентября 1934 года по сентябрь 1935 года кораблём командовал капитан-цур-зее, в будущем — знаменитый адмирал Гюнтер Лютьенс.
1 июля 1936 года «Карлсруэ» был исключён из списков учебного отряда и зачислен в Разведывательные силы флота.
Корабль занимался боевой подготовкой и рутинной службой. 20 мая 1938 года на военно-морской верфи в Вильгельмсхафене начались работы по модернизации корабля, в ходе которых крейсер застал начало Второй мировой войны. Работы были завершены 13 ноября 1939 года.

### Боевая служба
В начале Второй мировой войны «Карлсруэ» находился на заводе в Вильгельмсхафене, где завершалась его модернизация.
Крейсер принял участие в операции «Везерюбунг», входя в состав группы № 4, целью которой был захват портов Кристиансанд и Арендал, для чего на борту корабля были размещены  десантные соединения.
Командовать группой №4 был назначен командир «Карлсруэ» капитан-цур-зее Фридрих Риве.
При подходе к Кристиансанду крейсер попал под обстрел норвежских береговых батарей. К полудню 9 апреля 1940 года «Карлсруэ» удалось прорваться в гавань города, гарнизон которого капитулировал. В 19 часов этого же дня он вышел в море в сопровождении трёх миноносцев, направляясь обратно в Германию. Корабль шёл со скоростью 21 узел, выполняя противолодочный зигзаг. Британская подводная лодка «Труант» под командованием капитан-лейтенанта Хатчинсона атаковала крейсер, дав залп из 10 торпедных аппаратов. В цель попала только одна торпеда, но повреждения были настолько серьёзными, что экипаж перебрался на миноносцы «Лухс» и «Зееадлер». Последним корабль покинул командир, после чего миноносец «Грейф» выстрелил две торпеды в повреждённый корабль. «Карлсруэ» затонул в точке с координатами 57°55′ с. ш. 08°14′ в. д.. Потери экипажа — 11 человек. 

### Обнаружение места затопления
Норвежский оператор электросетей Statnett в сентябре 2020 сообщил по телевидению общественной телекомпанией NRK, что крейсер Karlsruhe был обнаружен и идентифицирован по изображениям сонара, на глубине 490 м под водой, всего в 16 м от подводного силового кабеля, соединяющего Норвегию и Данию, проложенного в этом месте в 1977 году, рядом с незамеченным тогда судном.